# Wilhelm Foerster
Wilhelm Julius Foerster (Zielona Góra, 16 de diciembre de 1832 - Potsdam, 18 de enero de 1921) fue un astrónomo alemán conocido por ser el codescubridor del asteroide (62) Erato junto con Otto Leberecht Lesser el 14 de septiembre de 1860 en Berlín. Este descubrimiento se considera el primer codescubrimiento de un asteroide de la historia.

## Biografía
Participó en la Sociedad Alemana para la Cultura Ética (GAEC) (Deutschen Gesellschaft für Kultur ethische) (en la que Albert Einstein también participó) y la Sociedad Alemana de Paz (Deutsche Friedensgesellschaft), y se resistió al aumento del nacionalismo provocado por el estallido de la Primera Guerra Mundial.
Fueron 93 intelectuales alemanes los que firmaron el Aufruf an die Kulturwelt manifiesto en apoyo a la guerra, Foerster fue uno de los cuatro intelectuales a firmar el Aufruf an die Europäer, contra-manifiesto (los otros fueron Albert Einstein, el filósofo Otto Buek, y su autor, el fisiólogo Georg Friedrich Nicolai).
Su hijo Friedrich Wilhelm Foerster También participó en el GAEC, junto con Georg von Gizycki.

## Descubrimientos
Junto con Otto Lesser descubrió el asteroide (62) Erato el 14 de septiembre de 1860 en Berlín. Este descubrimiento se considera el primer codescubrimiento de un asteroide de la historia. El Minor Planet Center acredita sus descubrimientos como W. Forster.

## Reconocimientos
- El asteroide (6771) Foerster fue nombrado en su honor.
- El Wilhelm Foerster Observatory (Observatorio William Foerster), observatorio astronómico con el código 544 de la Unión Astronómica Internacional.

## Obras
- Untersuchung über die allgemeinen Störungen der Metis. Marburg, Univ., Diss., 1861.[2]
- Tafeln des Metis, mit Berücksichtigung der Störungen durch Jupiter und Saturn. Publication der Astronomischen Gesellschaft, 2; Engelmann, Leipzig 1865.[2]
- Tafeln der Pomona. Publikation der Astronomischen Gesellschaft, 9; Engelmann, Leipzig 1869.[2]